# Belgian Entertainment Association
La Belgian Entertainment Association (BEA) è l'organizzazione che rappresenta le principali industrie musicali, cinematografiche e videoludiche in Belgio e Lussemburgo.
Nasce nel febbraio 2008 dall'unione della IFPI Belgium, della Belgian Video Federation (BVF) e della Belgian Luxembourg Interactive Software Association (BLISA).